# Bojidar Nikolov
Bojidar Nikolov (* 19. März 1959 in Sofia) ist ein bulgarischer Opernsänger (Tenor).

## Leben
Bojidar Nikolov studierte an der Staatlichen Akademie für Musik in Sofia, wo er 1985 als Student von Rene Penkova erfolgreich absolvierte. Weitere Studien erfolgten bei Nikola Nikolov.
Bereits 1987 sang er an der Wiener Staatsoper, u. a. den Cassio in Verdis Otello, den Alfredo in La traviata, den Arturo in Lucia di Lammermoor sowie den Narraboth in Salome.
Nach dem Gewinn des zweiten Preises im Vokalwettbewerb in Miami, Florida (1990), folgten viele internationale Gastauftritte. Bei den Salzburger Festspielen 1992 trat er erstmals in Leoš Janáčeks Aus einem Totenhaus auf, in Stuttgart 1992 als Don Jose in Georges Bizets Carmen. 1992 und 1996 sang er den Herzog in Rigoletto, Cavaradossi in Tosca, Licinius in La vestale, außerdem das Requiem von Verdi. 1997 stellte er den Don Alvaro in La forza del destino in Dortmund dar sowie 1998 den Tannhäuser in Neapel dar. Während einer Tour nach Japan im Jahr 1989 sang er in der Oper Il viaggio a Reims unter der Leitung von Claudio Abbado.
Sein nordamerikanisches Debüt 1997 erfolgte in der Rolle von Don Jose an der Hamilton Oper in Ontario, Kanada, wo er 1998 neuerlich eingeladen wurde, um Cavaradossi zu singen. Später war er auch in der Titelrolle von Hoffmanns Erzählungen zu erleben.